# Umberto Saba
Umberto Saba (pravo prezime Poli), (Trst, 9. ožujka 1883.  –  Gorizia, 25. kolovoza 1957.), talijanski pjesnik poznat po svojim jednostavnim, lirskim autobiografskim pjesmama.

## Životopis
Sin tršćanske Židovke Rachele Felicita Cohen i Uga Polija, katolika rođenog u Trstu (1853.), a porijeklom iz Furlanije. Da bi oženio Rachelu,  Ugo je prešao na židovstvo i uzeo ime Abramo. Sedam mjeseci nakon vjenčanja, neposredno prije rođenja sina, Ugo je napustio obitelj i pobjegao u Italiju (u to vrijeme Trst je pripadao Austro-Ugarskoj) kako bi sudjelovao u iredentističkom pokretu.  Odgojila ga je majka u tršćanskom getu gdje je Saba proživio traumatično djetinjstvo obilježeno nedostatkom oca, što je postalo važan motiv i ključ za tumačenje većega dijela piščeva opusa.  Važne trenutke odrastanja i sazrijevanja, majku, oca, Trst i prve ljubavi, opisao je u sonetima iz ciklusa “Autobiografija”. Rano je odbacio očevo prezime. Najprije se od 1910. u književnosti služio pseudonimom “Saba”, da bi 1928. i službeno promijenjeno ime u Umberto Saba, po svojoj dojilji i katoličkoj njegovateljici, Slovenki, koja se u talijanskim matičnim knjigama zvala Gioseffa Gabrovich Schobar, iako se, zapravo, zvala Josipa – Peppa Sabaz i koja je bila najvažnija žena u životu Umberta Sabe.  
Studij nije završio, bavio se različitim poslovima. God. 1903. upisao se na Sveučilište u Pisi. Već su se tada pojavili rani simptomi neurastenije, bolesti koja ga je navodila na razmišljanja o samoubojstvu i zbog koje je tijekom života bio više puta hospitaliziran i liječen.  God. 1907. služio je vojni rok u Salernu što je bilo nadahnuće za stihove Versi Militari. God. 1909. vraća se u Trst i ženi se s Carolinom (Lina) Wölfler i 1910. dobivaju jedinicu Linucciu. Za vrijeme Prvog svjetskog rata služio je u pozadinskim jedinicama što ga je nadahnulo za  “Nuovi versi militari”  God. 1919. otvorio je antikvarnu knjižaru (“Libreria antica e moderna”) koja mu je bila stalan izvor prihoda, ali i utočište; nakon autorove smrti postala je jedan od kultnih tršćanskih lokaliteta. U doba rasnih progona  za II. svjetskog rata skrivao se najprije u Parizu, a zatim u Rimu (u domu G.Ungarettija), Firenci (gdje je živio i kod E.Montalea) i Milanu, a poslije se vratio u rodni grad, u kojem je proveo najveći dio života.

## Poetika
Liriku je započeo pisati u fazi adolescencije i objavljivati 1903. Ugled pjesnika stekao je izdavanjem svojeg životnog djela Kanconijer (Il Canzoniere, 1. izdanje 1921) koje je sustavno dopisivao pa je za njegova života doživjelo više proširenih izdanja (1945. drugo izdanje, u izdanju izdavačke kuće Einaudi, 1948., 1961.). To je djelo njegova svojevrsna intimna autobiografska kronika.
Sabina formativna lirika, nastala tijekom prvih dvadeset godina XX. stoljeća, pod utjecajem je Petrarce, Gabriela D’Annunzia, Giacoma Leopardija i Carduccija. Zapažene pjesme iz ovog ranog perioda su “A mia moglie”, “La Capra”” i  “Trieste.”
Tijekom srednje faze pisao je u frojdovskom stilu o temama kao što su strasti i sjećanja iz djetinjstva. 
Poezija zrele faze stvaralaštva bila je uglavnom misaona, koju odlikuju pjesme “Avevo”, “Felicità” i “Ulisse”. 
Grad Trst i njegova svakodnevica, te ljubav, ponajprije prema ženi Lini, najčešći su motivi Sabine poezije. Spoj lirizma i pripovjednoga tona, tradicionalne metrike i modernoga svakodnevnog leksika i sadržaja, suptilne psihološke analize te prividne »običnosti« i jednostavnosti čini njegovu poeziju »anomalnom« pojavom, nesvodivom na dominantne pjesničke pravce iz prve polovice XX. stoljeća, avangardu i futurizam. Stoga, u vrijeme kada svijet veliča ljubav prema brzini, tehnologiji, nasilju-ratu (futurizam), Sabina lirika prolazi nezamijećeno jer mu pjesme zvuče arhaično, pa će Saba sve do pred kraj života biti smatran minornim piscem.
Među proznim se djelima ističu: studija o vlastitu djelu Povijest i kronološka povijest Kanconijera (Storia e cronistoria del Canzoniere, 1948), te dvije prozne zbirke Prečaci i pričice (Scorciatoie e raccontini, 1946) i Sjećanja – Pripovijesti (Ricordi – Racconti, 1956). Posmrtno mu je objavljeno više knjiga pisama te nedovršeni roman Ernesto (1953., objavljen 1975).

## Saba u hrvatskoj književnosti[5]
Čak ni zahvaljujući Sabinom tršćanskom podrijetlu, hrvatski talijanisti u početku nisu Sabu razlikovali u mnoštvu lirskih suvremenika. 
Iako sa stanovitim zakašnjenjem i dugo u sjeni talijanskih nobelovaca (Quasimoda i Montalea), pa i Ungarettija, Saba je prisutan u našoj prijevodnoj literaturi od 1939. Od prevedenih pjesama, emblematska Koza (La capra) uživa najveću naklonost prevoditelja. Naš najznačajniji prevoditelj tršćanskog pjesnika je Frano Čale, s 52 različita naslova iz Sabine lirike.
Prva recenzija (Antun Nizeteo) posvećena jednoj Sabinoj knjizi (“Parole”) u Hrvatskoj se pojavila 1936. u zagrebačkoj reviji  “Hrvatska revija”. God. 1937. Saba je u talijanskoj reviji iz Rijeke “Termini” predstvljen s dvije poezije, “Caffe’ Tergeste” i “La capra”, u ne baš uspjelom prijevodu Jeronima Kornera. Ova inicijativa je bila rezultat političkih sporazuma Ciano-Stojadinović, pa je imala neslužbeni i propagandistički karakter.  Sabina prisutnost u hrvatskoj književnosti počinje s izlaskom Talijanske lirike (prve antologije talijanske poezije prevedene na hrvatski jezik) u Zagrebu 1939.g. (uredili O.Delorko i A.Nizeteo). U Antologiji su objavljene dvije Sabine poezije. “La capra” (Koza) u prijevodu Mirka Deanovića i “La greggia” (Stado) u prijevodu Vladimira Nazora. Nakon Drugog svjetskog rata interes za lirikom Umberta Sabe u Hrvatskoj raste kao rezultat njegovog izravnog vrednovanja hrvatskih talijanista, a ne kao rezultat književnih moda iz inozemstva. Tako su 1950. talijanisti M.Deanović, J.Jernej i I.Frangeš za studente talijanistike FFZG  uredili antologiju “Poeti del Novecento” (Pjesnici XX. stoljeća) u koju su uključili osam pjesama Umberta Sabe na talijanskom jeziku. ( La capra, Tre vie, Caffe’ Tergeste, Favoletta alla mia bambina, La malinconia, Donna, Avevo, Teatro degli Artigianelli). U antologiji svjetske lirike, Zagreb, 1957., talijansko pjesništvo je uredio Olinko Delorko i uključio je Sabu među 39 talijanskih pjesnika s 4 poezije: La capra (u prijevodu M. Deanovića), i La fanciulla, L’ora nostra i Donna (u prijevodu O.Delorka). God. 1965. za drugo izdanje Antologije, Delorko je dodao još dva svoja prijevoda: Sobborgo i Confine. Antologija talijanske poezije XX. stoljeća Joje Ricova, Zagreb, 1957., sadrži 4 poezije: La capra, La brama, Parole, Donna u skromnom prijevodu J.Ricova. Tonko Maroević u “Parnasu s Ponterossa. U Trst po stihove” preveo je Citta’ vecchia i Trieste. U Antologiji svjetske ljubavne poezije (sastavio N.Miličević) 1968., 1970., 1972., 1974. imamo La fanciulla (O.Delorko) i Donna (J.Ricov). U Antologiji moderne poezije zapadnog kruga, urednik Antun Šoljan, Zagreb 1974. imamo La capra (M. Deanovića) i Donna (J.Ricova). U sveučilišnom udžbeniku Classici e moderni della letteratura italiana (Frano Čale i Mate Zorić urednici) imamo A mia moglie i La capra. Talijanist i pjesnik Mladen Machiedo je u svojoj Antologiji talijanske poezije XX. stoljeća preveo 12 pjesama: La capra, Inverno, Felicita’, Lago, Ulisse i po prvi put Prima fuga, Primo congedo, Secondo congedo, Appunti, Amai, Ebbri canti, Epigrafe. God. 1983., povodom stote obljetnice Sabina rođenja, Frano Čale je u “Knjževnoj smotri” objavio, u svom prijevodu, 38 pjesama iz Sabina Canzoniera. To je prvi hrvatski Saba u strogom metričkom prijevodu i, po Mati Zoriću, najbolji prijevodi Umberta Sabe na hrvatski jezik: L’arboscello, A mia moglie, La capra, A mia figlia, L’autunno, Citta’ vecchia, La fanciulla, Tre vie, L’ora nostra, Il poeta, Un ricordo, Veduta di collina, La greggia, Caffe’ Tergeste, Ritratto della mia bambina, Favoletta,  In riva al mare, Autobiografia, 2, Il borgo, Preludio, Prima fuga, Cucina economica, Inverno, Goal, Donna, Principio d’estate, Il vetro rotto, C’era, Avevo, Teatro degli artigianelli, Gratitudine, Ulisse, Uccelli, Quest’anno, Quasi una moralita’, Ultima.

## Političko stajalište i smrt
Proučavajući pjesnikov politički stav, a bazirajući se na izdanju “Proza” (Prose), N.Fabrio dijeli Sabino “talijanstvo” u tri faze. Fazu nacionalizma, fazu intervencionizma i fazu u kojoj prevladava pomirljivo stajalište, stajalište koje karakterizira sva njegova najbolja djela, od  “Caffe’ Tergeste”
(konac pjesme u Čalinu prijevodu glasi:
Kavano pučka, gdje krih jednog dana
lice, sad pogled na te radost stvara:
Slavena miriš ti i Talijana
u kasnoj noći, uzduž svog bilijara.),
do zadnjih djela nastalih u turbulentim poslijeratnim vremenima. Frano Čale pisao je da je Umberto Saba rano shvatio kako pravim Talijanom može biti samo onaj tko nije nacionalist.
Saba je umro od moždanog udara 25. kolovoza 1957., u istoj bolnici u Gorici u kojoj je bio hospitaliziran istog dana kad mu je, 26. studenog 1956.,umrla žena.